# El pecado original (libro)
El pecado original es el quinto libro del uruguayo Alfonso Lessa. Fue publicado por Editorial Sudamericana en 2012.

## Reseña
«El pecado original. La izquierda y el golpe militar de febrero de 1973.» 
El libro trata los acontecimientos que precedieron a la dictadura cívico-militar. El mes de febrero de 1973 marcó un verdadero punto de inflexión en la Historia uruguaya, con las Fuerzas Armadas dando un gigantesco paso en su avance hacia el poder. Una gran parte de la izquierda apoyó ese levantamiento contra las instituciones. Para muchos, allí se produjo el verdadero golpe de Estado.
En este libro se recoge el testimonio de varios militantes de izquierda y del sindicalismo de la época, y se procura echar luz sobre los hechos más desconcertantes de aquel convulsionado periodo. En palabras del propio autor, se trata de profundizar en el proceso que llevó a las futuras víctimas a apoyar y empujar a sus victimarios, y de paso facilitar el golpe de Estado cuyo primer capítulo se desenvolvió en febrero.